# Olivier Saïsset
Pour les articles homonymes, voir Saisset.
Pas d'image ? Cliquez ici

a Compétitions nationales et continentales officielles uniquement.

b Matchs officiels uniquement.
Dernière mise à jour le 19 avril 2025.
Olivier Saïsset, né le 7 juin 1949 au Poujol-sur-Orb (France), est un joueur international français de rugby à XV évoluant au poste de troisième ligne aile devenu ensuite entraîneur.
Avec l'AS Béziers, il est champion de France à six reprises en tant que joueur en 1971, 1972, 1974, 1975, 1977 et 1978. Il remporte également le Challenge Yves du Manoir en 1972, 1975 et 1977. En tant qu'entraîneur, il remporte la compétition en 1980.

## Biographie
Olivier Saïsset occupe le poste de troisième ligne aile à l'AS Béziers son « club de toujours », durant la période faste de celui-ci, jusqu'en 1980 (il commence cependant au CA Bédarieux dans sa jeunesse). Avec ce club, il est champion de France à six reprises (en 1971, 1972, 1974, 1975, 1977 et 1978).
Il est le meilleur marqueur du Championnat de France avec 23 essais en 1977-1978,.
Il joue ensuite également quelques saisons au début des années 1980 en division d'honneur à l'US Murviel-lès-Béziers, aux côtés d'Henri Cabrol et d'Élie Vaquerin.
Il accepte de devenir l'entraîneur de l'AS Béziers, qu'il mène au titre de champion de France en 1980. Il devient parallèlement conseiller technique régional de rugby à XV. Après un passage par l'US Carcassonne, il revient à l'AS Béziers pour une saison.
En 1999, il devient l'adjoint du nouveau directeur technique national Pierre Villepreux, en charge spécifiquement de la formation.
À l'orée du nouveau millénaire, il s'engage avec l'USA Perpignan où pendant quatre ans, il impose sa forte personnalité à son équipe et l'amène pour la première fois en finale de la Coupe d'Europe (2003) (défaite contre le Stade toulousain), puis en finale du Championnat contre le Stade français Paris (2004). Mais malgré ces résultats exceptionnels, les dirigeants, impatients et déçus de ne pas avoir franchi la dernière marche contre Paris, alors que l'USAP attend le bouclier de Brennus depuis 1955, le limogent peu après la finale. 
Quelques mois plus tard, Saïsset répond aux sollicitations de l'ASM Clermont, alors très mal partie en Championnat, le club étant alors treizième sur seize, dont il devient l'« entraîneur-conseil ». Il redresse la situation et parvient à amener l'ASM à une place en Coupe d'Europe lors de la dernière journée. Mais moins d'un an après son arrivée, il refuse l'offre de prolongation du club pour des raisons familiales.
Il redevient, à l'été 2005, l'entraîneur de l'AS Béziers en Pro D2.

## Statistiques en équipe nationale
- 17 sélections en équipe de France de 1971 à 1975.
- 8 points (2 essais).
- Tournées: 1972 (Australie) et 1974 (Argentine).

## Bilan par saison
| Saison    | Club              | Division     | Poste      | Classement                                   | Coupe d'Europe    | Challenge Européen         |
| --------- | ----------------- | ------------ | ---------- | -------------------------------------------- | ----------------- | -------------------------- |
| 1979-1980 | AS Béziers        | 1re division | Entraineur | Champion de France                           | -                 | -                          |
| 1983-1984 | US Carcassonne    | 1re division | Entraineur | 7e du Groupe 1                               | -                 | -                          |
| 1984-1985 | US Carcassonne    | 1re division | Entraineur | 8e du Groupe 1                               | -                 | -                          |
| 1987-1988 | AS Béziers        | 1re division | Entraineur | 5e de la poule 1                             | -                 | -                          |
| 2000-2001 | USA Perpignan     | 1re division | Entraineur | Éliminé en quart-de-finale                   | -                 | Éliminé en quart de finale |
| 2001-2002 | USA Perpignan     | Top 16       | Entraineur | 3e de la poule B des play-offs               | Éliminé en poule  | -                          |
| 2002-2003 | USA Perpignan     | Top 16       | Entraineur | 3e de la poule 1 des play-offs               | Défaite en finale | -                          |
| 2003-2004 | USA Perpignan     | Top 16       | Entraineur | Défaite en finale                            | Éliminé en poule  | -                          |
| 2004-2005 | ASM Clermont      | Top 16       | Entraineur | 7e                                           | -                 | Éliminé en quart de finale |
| 2005-2006 | AS Béziers France | Pro D2       | Entraineur | Éliminé en demi-finale d'accession au Top 14 | -                 | -                          |
| 2006-2007 | AS Béziers France | Pro D2       | Entraineur | Éliminé en demi-finale d'accession au Top 14 | -                 | -                          |
| 2007-2008 | AS Béziers France | Pro D2       | Entraineur | 6e                                           | -                 | -                          |

## Palmarès

### Joueur

#### En club
- Vainqueur de la Coupe Frantz-Reichel en 1968 avec l'AS Béziers.
- Vainqueur du Challenge Jules-Cadenat en 1968, 1970, 1971, 1972, 1975, 1977 et 1978 avec l'AS Béziers.
- Vainqueur du Bouclier d'automne en 1970, 1971, 1974, 1976 et 1977 avec l'AS Béziers.
- Vainqueur du Championnat de France en 1971, 1972, 1974, 1975, 1977 et 1978 avec l'AS Béziers.
- Vainqueur du Challenge Yves du Manoir en 1972, 1975 et 1977 avec l'AS Béziers.
- Finaliste du Bouclier d'automne en 1972 et 1975 avec l'AS Béziers.
- Finaliste du Challenge du Manoir en 1973 et 1978 avec l'AS Béziers.
- Finaliste du Championnat de France en 1976 avec l'AS Béziers.
- Vainqueur du Championnat du Languedoc en 1986 avec l'US Murviel-lès-Béziers.

#### En équipe nationale
- Co-vainqueur du Tournoi des Cinq Nations en 1973 avec l'équipe de France.

#### Distinctions personnelles
- Meilleur marqueur du Championnat de France en 1978 (23 essais).

### Entraîneur
- Vainqueur du Championnat de France en 1980 avec l'AS Béziers.
- Finaliste de la Coupe d'Europe en 2003 avec l'USA Perpignan.
- Finaliste du Championnat de France en 2004 avec l'USA Perpignan.